# La scuola (film 1995)
La scuola è un film del 1995, diretto da Daniele Luchetti. Tratto da due libri di Domenico Starnone (Ex Cattedra e Sottobanco), ha inaugurato un mini-filone di film a tema scolastico (uno dei quali, Auguri professore di Riccardo Milani, è interpretato sempre da Silvio Orlando), che però non hanno avuto il suo stesso successo.

## Trama
È l'ultimo giorno di scuola in un malandato istituto tecnico della periferia romana: gli alunni non sono particolarmente diligenti e i docenti danno il loro peggio sia dal punto di vista lavorativo che personale. In sala professori si svolge una festicciola per il pensionamento dell'anziana professoressa di storia dell’arte Grazia Serino, la quale però proprio in quel giorno risulta inspiegabilmente assente: si teme che possa essere rimasta coinvolta nel crollo del soffitto della biblioteca, dal momento che tra le macerie viene ritrovata una sua scarpa.
Il corpo docente si presenta estremamente variegato: la professoressa di fisica e matematica Majello, solare e radiosa e benvoluta da tutti, è in crisi con il marito perché si vocifera che abbia un amante tra i colleghi; il professor Cirrotta è gretto, volgare e pigro; la venale professoressa Ostia è preoccupata soprattutto per i costi della babysitter del figlioletto; la professoressa Gana, oltre ad essere alquanto schematica, appare anche decisamente pettegola; la professoressa d'inglese Lugo, ansiosa e fragilissima, ha il terrore degli oggetti appuntiti e, a causa di tale fobia, subisce vari scherzi di dubbio gusto da parte degli alunni e dello stesso Cirrotta; il professore di francese Mortillaro, scansafatiche e vagamente razzista (apostrofa come "beduini" i suoi allievi meno capaci), si diverte a mettere scompiglio nell'istituto effettuando telefonate anonime per inesistenti "pacchi bomba" all'insaputa di tutti; il vicepreside Sperone, rigido e meschino, è concentrato soprattutto sulla propria speranza di ottenere un importante incarico di consulente presso il Ministero; l'ingenuo professore di italiano e storia Vivaldi è decisamente il più amato dagli alunni, per il suo modo di fare umano, cordiale e comprensivo.
È proprio Vivaldi a ricordare tutto l'anno scolastico in una serie di flashback (riguardanti soprattutto la gita a Verona) che si alternano con le vicende tipiche dell'ultimo giorno di scuola: gli alunni, già svogliati e poco produttivi durante l'anno, rifiutano di farsi interrogare o si sottopongono a interrogazioni di "riparazione" di gruppo dando risposte strampalate. Anche loro non potrebbero essere più diversi: c'è Santella, ragazzina graziosa ma un po' ignorante; Martinelli, incinta di un energumeno; l'"alternativa" Menegozzi; il secchione asociale Astariti; lo svogliato Timballo; il bullo incompreso Coffaro. Ma soprattutto c'è Cardini, detto "la Mosca", un ragazzo dai gravi problemi familiari e comportamentali che comunica solo facendo il verso dell'insetto. Deve essere assolutamente interrogato o per lui sarà bocciatura certa, ma naturalmente è assente e la cosa fa disperare Vivaldi che vorrebbe a tutti i costi farlo promuovere.
Gli scrutini finali iniziano in palestra, per l'inagibilità della biblioteca, presieduti dall'ignorantissimo preside che mira a far promuovere tutti per non avere fastidi. Nel mercanteggio dei voti i docenti iniziano a discutere animatamente dando sfogo a tutti i rancori repressi durante l'anno: Sperone apprende via fax di non aver ottenuto il sospirato incarico al Ministero ed ha uno scatto di nervi nei confronti dell'alunno Coffaro, che lo minaccia con un coltello; Cirrotta e Vivaldi litigano, dopo che il primo ha nascosto - facendo il solito scherzo di dubbio gusto - il registro della Lugo nella cartella del secondo; la professoressa Ostia, sempre più in apprensione per la tariffa della babysitter, mette fretta a tutti perché si termini. Nel bel mezzo di ciò scoppia l'ennesimo allarme-bomba fasullo di Mortillaro, che però questa volta viene scoperto da Vivaldi. Il caldo e la stanchezza dell'interminabile giornata, però, hanno la meglio e anche Vivaldi e la Majello iniziano a discutere: lui l'accuserà di avere una storia con Sperone e lei, pressata dal marito che fuori dall'istituto le urla che le porterà via la figlia, eromperà in un pianto isterico apparentemente senza motivo per poi ricomporsi in una glaciale indifferenza.
Alla fine, tutta la classe viene promossa, eccetto Cardini che viene respinto nonostante l'appassionata difesa di Vivaldi. A scrutini abbondantemente terminati, improvvisamente ricompare la Serino, che non era affatto morta nel crollo ma era andata al matrimonio del nipote, accompagnata da Cardini, dimenticandosi gli scrutini. Rimasto solo nella scuola ormai vuota, Vivaldi finalmente capisce: l'uomo che la Majello amava era proprio lui e lei aveva devotamente compilato l'orario scolastico in modo che i due si potessero incontrare ogni giorno ad ogni cambio dell'ora. Ma ormai è troppo tardi, alunni e professori vanno via mentre una moto passa rombando: è Cardini, che avrà ancora il tempo per fare un'ultima indimenticabile "mosca".

## Personaggi
- Professor Vivaldi: insegnante di italiano e storia, si batte in sede di scrutinio per far promuovere tutti i propri studenti, arrivando a difendere gli alunni più scapestrati come Cardini e Coffaro, trovando in tutti almeno un elemento positivo che ne giustifichi la promozione alla classe successiva. Stima meno lo studente Astariti, "nato primo della classe", al punto di abbassargli per dispetto i voti. Detesta il professor Sperone per la sua intransigenza e mancanza di empatia nei confronti degli studenti. Di lui Sperone dice che "dovrebbe lavorare alla Caritas". È interpretato da Silvio Orlando.
- Professoressa Anna Rita Majello: insegnante di fisica e matematica. Ha un rapporto turbolento con il marito. È innamorata segretamente del professor Vivaldi, il quale tuttavia, impacciato e con l'attenzione solo verso il proprio lavoro, sospetta invece che lei abbia una relazione segreta con il professor Sperone. È interpretata da Anna Galiena.
- Professor Stefano Sperone: insegnante di tecnologia, nonché vicepreside; antipatico e dittatoriale, è in continuo contrasto con il professor Vivaldi. Detestato dagli studenti (non perde occasione per umiliare Coffaro, apostrofandolo in maniera negativa, mettendogli anche un 2 all'ultimo giorno di scuola e dando luogo in seguito ad un duro scontro verbale), vorrebbe una scuola che faccia andare avanti chi ha le capacità per inserirsi nel mondo del lavoro e non sopporta la predilezione di Vivaldi per gli studenti più problematici. Di lui Vivaldi dice che "avrebbe dovuto lavorare all'ufficio di collocamento". È interpretato da Fabrizio Bentivoglio.
- Professor Mortillaro: insegnante di francese, di origini siciliane. Detesta la sua posizione di docente così come detesta gran parte dei suoi studenti, ritenendo che molti di loro siano "nati per zappare". Si viene a scoprire che è lui l'autore dei vari allarmi-bomba (ben otto) durante l'intero anno scolastico. Tra le sue frasi celebri: "C'è chi è nato per studiare e chi è nato per zappare!", "La scuola è una guerra!" e "Almeno uno fatemelo bocciare!". In alcune scene lo si vede consumare alcune lattine di birra. È interpretato da Roberto Nobile.
- Professor Cirrotta: insegnante di educazione fisica, ha origini lucane ed è noto per i numerosi scherzi ai colleghi, arrivando ad avere uno scontro verbale "piuttosto infantile" con Vivaldi. Usa spesso un linguaggio volgare. È interpretato da Antonio Petrocelli.
- Professoressa Lugo: insegnante di inglese, insicura, sbadata e piena di fobie, è oggetto degli scherzi di Cirrotta. Ha paura degli oggetti appuntiti. Interpretata da Enrica Maria Modugno.
- Professoressa Gana: viene presentata come di materia affine a quella della Serino. Appare metodica e puntigliosa, ma anche altezzosa e con tendenza a lamentarsi, sparlare degli altri e diffondere pettegolezzi (ad esempio il presunto tradimento di Majello al marito). Interpretata da Anita Zagaria.
- Professoressa Ostia: insegna in numerose classi, ma non viene citata la sua materia[1].Sembra più preoccupata del costo della babysitter per il figlio, che per lo scrutinio in sé. Interpretata da Gea Martire.
- Professor Don Sandro Mattozzi: insegnante di religione. È un prete dal carattere bizzarro ed enigmatico. Va in analisi da molti anni. Interpretato da Vittorio Ciorcalo.
- Professoressa Grazia Serino: è un'insegnante di lungo corso di storia dell'arte, e non ha mai saltato uno scrutinio. La sua inspiegabile assenza è causa di un piccolo giallo tra gli insegnanti. Nonostante l'ultimo giorno di scuola coincida col suo pensionamento, ancora pensa ai progetti per l'anno successivo (quando lei non ci sarà). A causa del ritrovamento di una sua scarpa nell’aula vecchia crollata, si pensava che lei fosse morta sotto le macerie. Interpretata da Anita Laurenzi.
- Il Preside: sostanzialmente demotivato, nonché poco interessato all'andamento dell'istituto e pigro, al punto da tendere a minimizzarne i numerosi problemi infrastrutturali. Durante lo scrutinio si rivela essere piuttosto ignorante in cultura generale, cosa che mette in discussione la sua posizione (ad esempio chiama Luisa Morante la scrittrice Elsa Morante). È interpretato da Mario Prosperi.

## Produzione
Il film è tratto dalla pièce teatrale Sottobanco di Domenico Starnone, docente di origine napoletana in un istituto tecnico di Roma dall'inizio degli anni Settanta, a sua volta tratta dalle piccole cronache sull'ambiente scolastico che Starnone pubblicava su vari giornali quali il manifesto, Tango, Cuore e Corriere della Sera e dalle quali aveva tratto alcuni libri quali Ex cattedra, Il Salto con le aste e Fuori registro.
Lo spettacolo teatrale fu rappresentato prima del film, con Silvio Orlando nel ruolo principale del professor Cozzolino, poi Vivaldi nel film, e Angela Finocchiaro nel ruolo della professoressa Baccalauro, che nel film è impersonata da Anna Galiena col nome di Majello. Lo spettacolo fu anch'esso messo in scena con la regia di Luchetti.
Le riprese furono effettuate presso l'istituto tecnico "Livia Bottardi", nel quartiere La Rustica. Qualche decina di studenti dell'istituto furono scelti come comparse nel film.
Con l'eccezione di Vanessa Marini, nessuno degli attori che interpretarono gli studenti continuò l'attività artistica.

## Colonna sonora
La colonna sonora originale è di Bill Frisell (che viene anche citato in un dialogo) e comprende il remix di Senza parole di Vasco Rossi ad opera degli U.s.u.r.a..

## Accoglienza
Il film ebbe un ottimo successo, con oltre un milione di paganti nei cinema italiani.

## A teatro
Nell'aprile 2014 La scuola viene riportato a teatro, diretto dallo stesso regista del film, Daniele Luchetti. Viene confermata gran parte del cast, con Silvio Orlando, Roberto Nobile, Antonio Petrocelli e Vittorio Ciorcalo. Protagonista femminile Marina Massironi. Completano il cast Roberto Citran e Maria Laura Rondanini.

## Riconoscimenti
- 1995 - David di Donatello
  - Miglior film a Daniele Luchetti
- 1996 - Nastro d'argento
  - Nomination Regista del Miglior Film a Daniele Luchetti
  - Nomination Migliore sceneggiatura a Daniele Luchetti, Sandro Petraglia, Stefano Rulli, Domenico Starnone
  - Nomination Miglior attore protagonista a Silvio Orlando
  - Nomination Migliore attrice protagonista a Anna Galiena
- 1995 - Globi d'oro
  - Miglior sceneggiatura a Daniele Luchetti, Sandro Petraglia, Stefano Rulli, Domenico Starnone
  - Nomination Miglior film a Daniele Luchetti
  - Nomination Miglior attore a Silvio Orlando